# Ponte Infante Dom Henrique
A Ponte Infante Dom Henrique, também conhecida como Ponte do Infante, é uma ponte rodoviária que liga Vila Nova de Gaia ao Porto, sobre o rio Douro, em Portugal.
Baptizada em honra do Infante D. Henrique, nascido no Porto, é a mais recente ponte que liga Porto e Gaia. Foi construída para substituir o tabuleiro superior da Ponte Luís I, entretanto convertida para uso da "Linha Amarela" (Hospital de São João/Santo Ovídio) do Metro do Porto.
Foi construída pouco a montante da Ponte Luís I, em plena zona histórica, ligando as Fontainhas (Porto) à Serra do Pilar (Vila Nova de Gaia).
O engenheiro José Antonio Fernández Ordóñez da empresa espanhola IDEAM foi o responsável pelo projecto desta ponte, projectada pelos engenheiros António Adão da Fonseca e Francisco Millanes Mato.  A ponte possui 371 metros de extensão e 20 metros de largura, com duas vias de rodagem em cada sentido. Tem um separador central com 1 m de largura e passeios laterais de 3 m com guarda de segurança e guarda corpos. A iluminação está colocada à cota baixa, permitindo uma perfeita iluminação da via, sem sombras. A colaboração portuguesa, de adequação aos regulamentos portugueses em vigor, foi assegurada pela Afassociados.
Dotada de um arco em betão armado de 280 metros, a nova travessia demorou 27 meses a ser construída e implicou um investimento de 14 milhões de euros.
A ponte é constituída por uma viga caixão com 4,5 m de altura apoiada num arco flexível com 1,50 m de espessura. Trata-se de uma ponte à cota alta com uma extensão de 371 m e 20 m de largura no tabuleiro. Apresenta uma solução de arco semelhante à adoptada pelo engenheiro suíço Robert Maillart nas suas pontes alpinas, com uma flecha entre os fechos e o arranque do arco de 25 m para um vão de arco com 280 m (relação vão/flecha de 11,2), o que, como já vem sendo tradição nas pontes entre o Porto e Gaia, constituiu um recorde mundial nesta tipologia de pontes e serviu de referência a inúmeras pontes posteriormente construídas.